# Prokop Jan Krakowský z Kolowrat

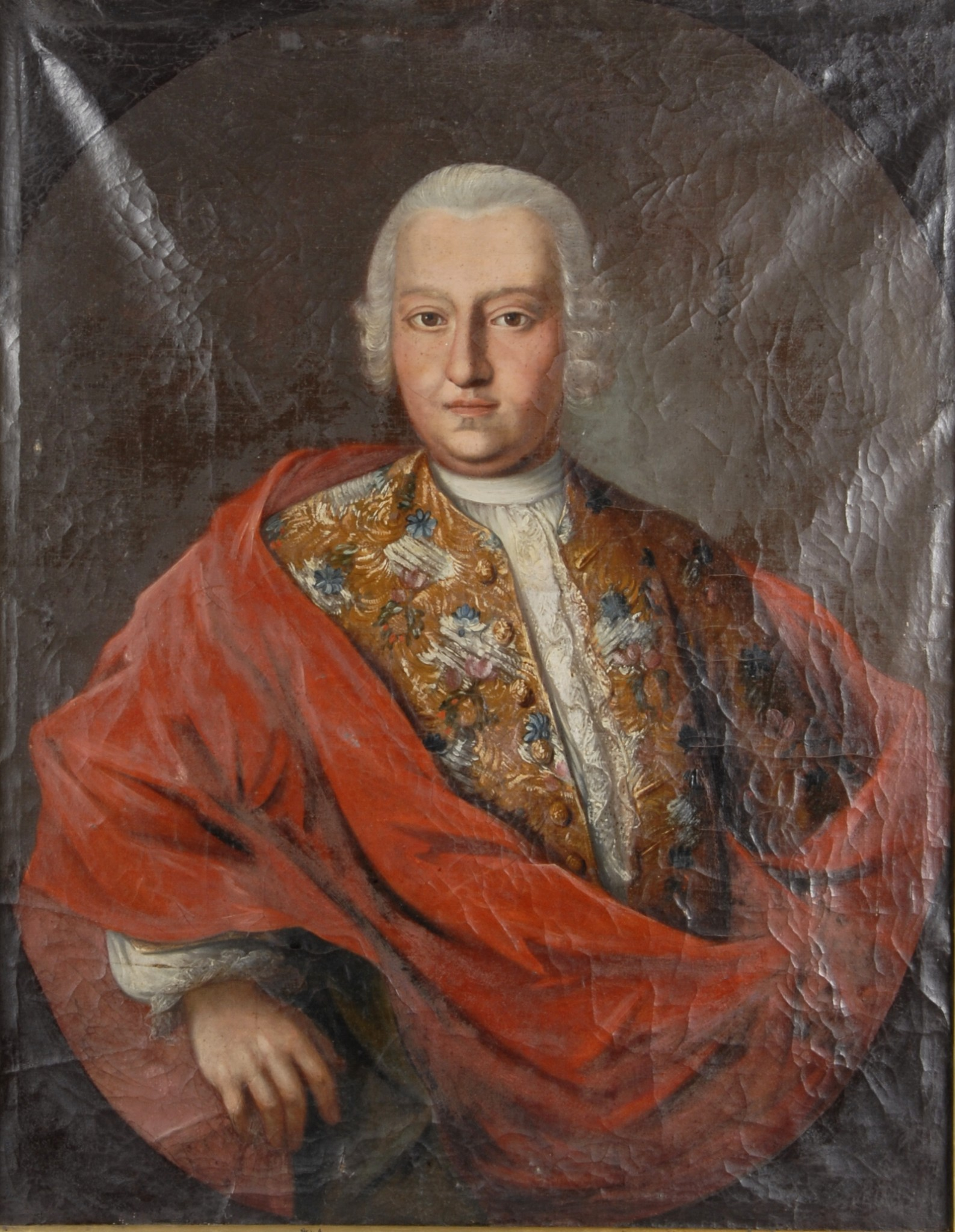

Prokop Jan hrabě Krakowský z Kolowrat, svobodný pán z Újezda (křtěn 13. března 1718 – 6. dubna 1774) byl příslušník krakovské větve šlechtického rodu Kolovratů a 4. uživatelem výnosu peněžního fideikomisu. Stal se komořím a skutečným tajným radou. V letech 1759–1760 vykonával funkci nejvyššího dvorského (lenního) sudího, následně byl v letech 1760–1772 nejvyšším zemským sudím v Čechách. 

## Život a rodina
Prokop Jan se narodil 13. března 1718 jako první dítě Vilému Albrechtu II. hraběti Krakowskému z Kolowrat (1678–1738) a Marii Františce hraběnce z Valdštejna (1698–1782). Po rodičích zdědil část Březnice a dále statky Hradiště, Dešenice, Řitku a Pomsdorf ve Slezsku.
Dne 21. ledna 1741 se oženil s Marií Valpurgou Josefou hraběnkou ze Šternberka (křtěna 14. března 1716 – 3. září 1746), dámou Řádu hvězdového kříže. Z manželství vzešly čtyři děti:
- 1. Marie Anna (1742–1808) ∞ Johann Nepomuk Hartmann von Klarstein
- 2. Marie Františka (1744–1747), zemřela neprovdána
- 3. Jan Prokop (1748–1771), zemřel bezdětný
- 4. Josef Maria (1746–1824) ∞ Marie Anna Clamová; Marie Valburga z Morzinu; Marie Arnoštka Šliková

Poté, co ovdověl, oženil se Prokop Jan podruhé. Stalo se tak dne 20. února 1748, kdy si vzal Annu Markétu hraběnku z Ogilvy (křtěna 26. červenec 1725 – 5. únor 1810), která byla taktéž dámou řádu Hvězdného kříže. Narodilo se jim dokonce 10 dětí:
- 5. Jan Karel (21. prosince 1748 – 5. června 1816), c. k. komoří, polní maršál, komtur řádu Maltézských rytířů v Měcholupech, nikdy se neoženil a zemřel bez potomků
- 6. Vilém (*/† 1750), zemřel v dětství
- 7. Valburga (6. března 1751 – 1. prosince 1794), ⚭ 1768 Prokop Oldřich Lažanský z Bukové (14. září 1741 – 5. srpna 1804), nejvyšší český a první rakouský kancléř 1796–1802, Nejvyšší purkrabí Českého království 1792–1796, prezident nejvyššího zemského soudu 1802–1804
- 8. Václav Josef (*/† 1752), zemřel v dětství
- 9. Marie Rosina (1754–1844) ⚭ Filip Benitus Jan Swéerts-Sporck
- 10. František (*/† 1755), zemřel v dětství
- 11. Marie Terezie (28. srpna 1756 – 20. prosince 1844), ⚭ Karl Joseph Hadik von Futak (28. října 1756 – 24. června 1800), polní podmaršálek
- 12. Alois Josef (21. ledna 1759 – 28. března 1833), 16. biskup královéhradecký a 24. arcibiskup pražský
- 13. Michael Václav (1760–1778), zemřel bezdětný
- 14. Marie Antonie (21. března 1763 – 3. prosince 1842), ⚭ Rudolf Karel Pálffy z Erdödu (11. února 1750 – 29. března 1802)

Anna Markéta koupila roku 1788 dům „U (zlatého) pštrosa“, čp. 376–III na Malé Straně. O dva roky později k tomuto domu přikoupila zrušení kostel sv. Prokopa pod závazkem, že jej nechá přestavět na obytný dům. Díky této přestavbě má dnes zrušený kostel klasicistní podobu.
Hrabě Prokop Jan zemřel 6. dubna roku 1774 a byl pohřben v Praze, zatímco jeho druhá manželka byla pohřbena v Chyši, odkud její ostatky roku 1823 převezli do Blovic.

## Majetek a stavební činnost
V roce 1750 nechává Prokop Jan zřídit ve farním kostele sv. Mikuláše v Dašenicích hlavní oltář. Nezapomněl ani na tamější zámek, který nechává upravit v barokní stylu, avšak je ponechán renezanční ráz. Celé Dešenické panství, Janovice a Veselé prodává roku 1757 říšskému hraběti Karlu Josefu z Palmu a pánu na Gundelfingenu, který tyto statky připojil ke svému panství s centrem v Bystřici nad Úhlavou.
Spolu s Filipem a Janem Nepomukem Krakowskými zdědil roku 1771 po hraběnce Antonii Josefě Schlikové statek Čakovice u Prahy. O dva roky později prodávají tento majetek prezidentu dvorské komory Leopoldu hraběti Krakowskému z Kolowrat (1727–1809).